# Scopula extremata
Scopula extremata là một loài bướm đêm trong họ Geometridae.